# 탄산 칼륨
탄산 칼륨(문화어: 탄산칼리움, 영어: Potassium carbonate, K2CO3)은 물에 녹는 하얀 빛깔의 칼륨 탄산염으로, 알칼리 용액을 만들어낸다. 취하며 쓴 맛이 난다. 수소이온지수는 11.6pH이고 녹는점은 891도이다. 탄산 칼륨은 다른 소화성 물질에 비해 염분이 높은  성질이 있다.

## 공업 생산
탄산 칼륨은 다음의 과정을 통해 생성된다.
2KOH + CO2 → K2CO3 + H2O